# Henricus Johannis Opsopæus
Henricus Johannis Opsopæus, död 30 januari 1612 i Stockholm, var en svensk präst.

## Biografi
Henricus Johannis Opsopæus blev 1595 student vid Uppsala universitet och avlade magisterexamen 22 januari 1600. Han blev rektor vid Stockholms trivialskola 1601 och kyrkoherde i Norrmalms församling 1607, introducerad 30 januari 1607.  Han avled 1612 i Stockholm.
Han var bror till domprosten Claudius Opsopæus i Uppsala.

## Familj
Opsopæus gifte sig första gången med Ingeborg Grubb. Hon var dotter till kyrkoherden Andreas Petri Grubb och Christina Samuelsdotter. De fick tillsammans dottern Anna Kock (1606–1674) som var gift med lektorn Aeschillus Petraeus i Åbo.  Opsopæus gifte sig andra gången med Karin.

### referenser
1. 1 2 3 4 5 6 7 8 9  Gunnar Hellström, Stockholms stads herdaminne från reformationen intill tillkomsten av Stockholms stift : Biografisk matrikel, 1951, s. 309, läst: 22 november 2021.[källa från Wikidata]
2. 1 2 3  Hellström, Gunnar (1951). Stockholms stads herdaminne från reformationen intill tillkomsten av Stockholms stift: biografisk matrikel. Monografier / utgivna av Stockholms kommunalförvaltning ; [11]. Stockholm: Stockholms kommunförvaltning. sid. 309. Libris 24465. https://runeberg.org/sthlmherd/0310.html